# Předměstí (Svitavy)
Předměstí je část okresního města Svitavy. Zcela obklopuje historické jádro Svitav zvané Svitavy-město. Prochází zde silnice II/366. V roce 2009 zde bylo evidováno 2034 adres. V roce 2001 zde trvale žilo 10028 obyvatel.
Předměstí leží v katastrálním území Svitavy-předměstí o rozloze 9,13 km2.

## Synagoga a židovský hřbitov
Ve Svitavách se nacházela synagoga a židovský hřbitov. 9. listopadu 1938 byla v místech dnešního autobusového nádraží synagoga vypálena. Pozůstatky hřbitova se v současnosti nacházejí na východním konci obce ve směru na Moravskou Třebovou.